# Kraguj
Kraguj is een plaats in de gemeente Pakrac in de Kroatische provincie Požega-Slavonië. De plaats telt 91 inwoners (2001).